# Berlare
Berlare (hollandul, franciául és németül is ugyanaz) belga város, amely Flandria régióban, Kelet-Flandria tartományban található. A városnak több, mint 14 000 lakosa van, jellegzetes kelet-flandriai lakó és mezőgazdasági környék.
Közigazgatásilag még két további település tartozik a városhoz: Overmere és Uitbergen. Berlare és Overmere között található még donk faluja is.
| Település neve | Területe (km²) | Lakossága (2006. december 31.) |
| -------------- | -------------- | ------------------------------ |
| Berlare        | 17,73          | 7.876                          |
| Uitbergen      | 6,48           | 1.980                          |
| Overmere       | 13,72          | 4.504                          |

## Látnivalók, érdekességek
- Berlare városközpontjában még áll egy 17. századi pellengér.
- Az Overmere felé vezető úton található a műemléki védettséget élvező Miasszonyunk-kápolna (Kapel van Onze-Lieve-Vrouw van Zeven Weeën), amely eredetileg 1300-ban épült, a 15. században átépítették, és 1774-ben rokokó stílusban kibővítették.
- A Donkmeer 60 hektáros védett tájegység, amelyet Donk faluja közelében, a Gent-Dendermonde út mellett hoztak létre és a környék egy turisztikai célpontja.
- A Huize Bareldonk múzeum a környékre jellemző népművészeti tárgyakat mutatja be.
- Az utibergeni Madonnamúzeum jelentős gyűjteménnyel rendelkezik Szűz Máriát ábrázoló képekből és tárgyakból.

## Politika
a város polgármestereinek listája:
- 1965-1976 : Marcel Leys (PVV)
- 1977-2006 : Jan-Willy Van Sande (CD&V)
- 2007- : Karel De Gucht (VLD)

## Ismert lakosok
- Karel De Gucht, VLD-politikus
- Fred De Bruyne, kerékpárversenyző és sportújságíró